# Gogipeth
Gogipeth là một thị trấn thuộc taluk Shahpur, huyện Gulbarga, bang Karnataka, Ấn Độ.